# ممثل تعبيري
الممثل التعبيري، (بالإنجليزية: character actor)‏، هو ممثل مساعد، يلعب شخصيات غير عادية، أو مثيرة للاهتمام، أو شخصية خيالية.
المصطلح، غالبًا ما يتناقض مع مصطلح الممثل الرئيسي، وهو إلى حد ما مجرد مصطلح مفتوح للتفسير.
بالمعنى الحرفي، يمكن اعتبار جميع الممثلين ممثلين تعبيريين، لأنهم جميعًا يلعبون «شخصيات»، ولكن بالمعنى المعتاد، فإن الممثل التعبيري، يلعب دورًا داعمًا مميزًا وهامًا.
قد يلعب «الممثل التعبيري»، شخصيات مختلفة تمامًا عن شخصية الممثل الواقعية خارج الشاشة، بينما قد يكون «الممثل التعبيري» بمعنى آخر شخصًا متخصصًا في الأدوار الثانوية. في كلتا الحالتين، تكون أدوار الممثل أكثر جوهرية، من أجزاء البت أو الإضافات غير الناطقة (كومبارس).
يستخدم المصطلح في المقام الأول، لوصف ممثلي التلفزيون، والأفلام. وكان الاستخدام المبكر لهذا المصطلح في طبعة عام 1883 من «صحيفة ذا ستيج The Stage»، والتي عرَّفت «الممثل التعبيري» على أنه «الشخص الذي يصور الفردية والغرابة».
قد يكون من الصعب، على الجماهير التعرف على الممثلين، الذين لديهم تاريخ مهني طويل في لعب أدوار الشخصيات، على أنهم نفس الممثل.